# 奧亞圭火山
奧亞圭火山（西班牙語：Volcán Ollagüe，西班牙語發音：[oˈʝaɣwe]）是南美洲的火山，屬於安第斯山脈的一部分，位於智利安托法加斯塔大區和玻利維亞波托西省接壤的邊境，海拔高度5,868米。

## 外部連結
- Population data and map of San Pedro de Quemes Municipality
- More info and some photos